# Blacula
Blacula – amerykański horror z 1972 roku.

## Fabuła
Afrykański książę Manuwalde zostaje ukąszony przez hrabiego Draculę. Zmieniony w wampira trafia do trumny. Kilkaset lat później dwóch kolekcjonerów antyków kupuje sarkofag i zabiera go do Los Angeles. Otwierają trumnę i wypuszczają księcia na wolność. Jako czarny wampir - Blacula, książę sieje grozę na ulicach wielkiego miasta. Odnajduje Tinę, która jest nowym wcieleniem jego żony, Luvy. Przyjaciel Tiny, doktor Gordon, odkrywa, że Blacula jest wampirem. Postanawia ratować przyjaciółkę...

## Obsada
- William Marshall: Mamuwalde / Blacula
- Vonetta McGee: Luva / Tina
- Denise Nicholas: Michelle
- Thalmus Rasulala: doktor Gordon Thomas
- Gordon Pinsent: sierżant Jack Peters
- Charles Macaulay: Drakula
- Emily Yancy: Nancy